# Das Pfefferkuchen-Mädchen
Das Pfefferkuchen-Mädchen (englisches Original: The Gingerbread Girl) ist eine Kurzgeschichte des amerikanischen Schriftstellers Stephen King, die 2007 in der Juli-Ausgabe des US-Magazins Esquire veröffentlicht wurde.

## Zum Titel
Der Titel des Werks ist angelehnt an das im englischen Sprachraum sehr bekannte Märchen The Gingerbread Man, in dem ein Gebäckstück zum Leben erwacht und davonrennt, um nicht gefressen zu werden. Ein listiger Fuchs verspeist es dennoch.

## Inhalt
Emily Owensby fängt nach dem Kindstod ihres Babys immer ausgiebiger zu laufen und gar zu rennen an, um so ihren Schmerz zu verarbeiten. Sie entfremdet sich dabei zusehends von ihrem Ehemann, von dem sie sich schließlich nach sechs Jahren trennt. Sie reist nach Florida, um in der abgeschiedenen Sommerhütte ihres Vaters zu sich zu finden.
Eines Tages überrascht sie beim Rennen einen Serienmörder dabei, wie er gerade eine Frauenleiche beseitigen will. Er bemerkt Emily, schlägt sie nieder und bindet sie in seiner Küche an einen Stuhl. Sobald er die Leiche des einen Opfers beseitigt hat, soll sie sein nächstes sein.
Während der Abwesenheit des Mörders gelingt es Emily, sich vom Stuhl zu befreien, doch kommt er zurück, als sie noch im Haus ist. Sie kann fliehen; der Mörder setzt ihr hinterher und verfolgt sie den Strand entlang. Nun kommt ihr ihre Fitness zugute; Emilys Verfolger ist jedoch hartnäckig und tötet bei der Jagd einen Unschuldigen, der ihm in die Quere kommt.
Schließlich bleibt Emily nur eine Lösung: Sie will den Feind schwimmend abhängen und rennt ins Meer. Blind stolpert der Killer ihr hinterher, doch er kann nicht schwimmen - schlimmer noch: Er hat eine Wasserphobie. Als Emily dies erkennt, zerrt sie ihn hinaus in die Strömung, wo er nach langem Kampf ertrinkt.